# مضاد احتقان موضعي
مضادات الاحتقان الموضعية هي مضادات احتقان تطبّق بشكل مباشر في الحفرة الأنفية و من خلال تطبيقها المباشر على مكان تأثيرها تفرج الاحتقان الأنفي بينما تُنقِص الآثار الجانبية المرتبطة بأخذ الدواء جهازياً مثل إرتفاع الضغط.
يجب أن تستخدم مضادات الاحتقان الموضعية 3 أيام كحد أقصى كي لا يحدث احتقان أنف معاوض على شكل التهاب الأنف الدوائي.
تعتبر مضادات الاحتقان الموضعية شائعة الاستخدام لتفريج احتقان الأنف بسبب سرعة تأثيرها حيث أنها تصفّي الجيوب الأنفية بأقل من 10 ثواني.

## آلية التأثير
تعتبر مضادات الاحتقان الموضعية مقبضات وعائية و تعمل من خلال تضييق الأوعية الدموية في الحفرة الأنفية

## أمثلة عن مضادات الاحتقان الموضعية
- الإفدرين
- ليفوميثامفيتامين
- نافازولين
- أوكسي ميتازولين
- فينيل إفرين
- سودوإفدرين
- ترامازولين
- زايلوميتازولين